# Tyrion Lannister
(Tyrion Lannister a Jon Snow)
Tyrion Lannister (pronuncia [/ˈtɪrɪən ˈlænɪstə/]) è un personaggio della saga letteraria di genere fantasy medievale Cronache del ghiaccio e del fuoco, creata dallo scrittore statunitense George R. R. Martin.
Tyrion è sin dal primo romanzo, Il gioco del trono, uno dei personaggi dal cui punto di vista viene narrata la storia.

## Caratteristiche del personaggio
Tyrion è il terzogenito di lord Tywin Lannister e sua moglie Joanna, che morì di parto dandolo alla luce. Viene soprannominato Folletto (Imp), poiché affetto da nanismo.
Più volte vengono descritte le sue deformità: ha una fronte sporgente, gambe corte e storte e occhi asimmetrici e di colore diverso, uno verde e l'altro nero che riescono a mettere in soggezione o in imbarazzo chiunque. Ha inoltre capelli biondissimi, tendenti al bianco, e un viso dai lineamenti rincagnati. Possiede tuttavia la capacità di tirar fuori la voce ferma e autoritaria del padre e ha le sue stesse abilità tattiche sia in battaglia che non, portando molti a notare che proprio Tyrion è, per ironia della sorte, il figlio che maggiormente corrisponde agli ideali della Casa Lannister e che più assomiglia allo stesso Tywin.
Tyrion è tuttavia un personaggio positivo e piacente: ha un'intelligenza e sottigliezza straordinarie, un grande senso dell'umorismo e di autoironia e possiede un grande cuore che lo porta ad affezionarsi involontariamente alle persone. Nonostante questo, sa rivelarsi estremamente crudele verso i suoi nemici. Al tempo stesso ha una visione della vita piuttosto disincantata e, quando necessario, non esita a ricorrere all'astuzia o all'inganno per tirarsi fuori dai guai.
Conduce uno stile di vita dissoluto: ama infatti bere, andare con le prostitute e giocare d'azzardo; in realtà la sua condotta dissoluta ed edonistica  è più probabilmente un meccanismo di coping per convivere col terribile trauma subito in giovane età, quando ha sposato una giovane popolana per amore ed ha dovuto assistere agli stupri di quest'ultima per ordine di suo padre Tywin, il che lo ha portato a cercare di non amare più romanticamente nessuno. Una dimostrazione del suo buon cuore è quando decide di non consumare il suo matrimonio con la giovanissima Sansa, disgustato dall'aver ricevuto come "premio" una ragazza la cui famiglia è stata sterminata proprio dai Lannister e rifiutandosi di giacere con lei finché Sansa non avesse acconsentito di sua volontà (cosa che mai sarebbe accaduta ma che Tyrion ha sempre rispettato).
Il Folletto è disprezzato dal padre e dalla sorella Cersei, ma amato e rispettato dal fratello Jaime e dai suoi zii, che l'hanno sempre protetto. Tyrion si sente un emarginato, e simpatizza spesso per altri personaggi in condizioni simili alla sua. Talvolta si impegna ad aiutarli e consigliarli, pur senza rinunciare alla sua solita schiettezza e cercando anzi di insegnare anche a loro ad accettare la propria condizione e diventare impermeabili alle offese subite dalla società.

## Biografia del personaggio

### Passato
Tyrion Lannister nacque nel 274º anno dopo la conquista del Continente Occidentale da parte di Aegon Targaryen il Conquistatore. Sua madre,  Joanna Lannister morì dandolo alla luce e questo suo padre non glielo perdonò mai.
All'età di 13 anni, durante la falsa primavera, Tyrion e il fratello Jaime, sulla strada del ritorno da Lannisport, incontrano una ragazza inseguita da due uomini: i due corrono in soccorso della ragazza e, mentre il fratello insegue gli aggressori in fuga, Tyrion soccorre la ragazza, di circa un anno più grande; successivamente la porta in una locanda vicina, ove la rifocilla. La ragazza, di nome Tysha, è una popolana orfana, e i due, a causa anche del vino, finiscono a letto insieme, entrambi per la prima volta. Tysha, durante la loro prima notte passata insieme, gli canta una canzone di Myr, Le stagioni del mio amore, che Tyrion non riuscirà mai più a dimenticare. Tyrion, ubriaco, se ne innamora immediatamente; paga un septon e di lì a poco la sposa, nascondendo però tutta la faccenda al padre. Quando lord Tywin scopre il matrimonio tra il figlio e la popolana, costringe Jaime a confessare la verità: il fratello maggiore, infatti, pensando che fosse giunto il tempo che Tyrion diventasse uomo, aveva pagato la ragazza, una meretrice, affinché giacesse con lui, insieme ai finti aggressori per organizzare una montatura credibile. Per impartire una dura lezione al figlio Tywin fece possedere la ragazza dalle sue guardie, facendole consegnare un cervo d'argento da ogni uomo; Tyrion fu costretto ad assistere a tutta la scena e a essere l'ultimo uomo ad avere la ragazza, pagandola con un dragone d'oro perché, come gli disse suo padre, un Lannister vale di più. Tyrion, sinceramente innamorato della ragazza, rimarrà per sempre traumatizzato da questo evento.
A dieci giorni dal suo sedicesimo compleanno, che nei Sette Regni rappresenta l'ingresso di un uomo nell'età adulta, chiese al padre di poter visitare le nove città libere, così come avevano fatto in precedenza i suoi zii. Il lord di Castel Granito gli rispose che era libero di andare a condizione che si fosse pagato lui stesso il viaggio e che non facesse più ritorno. Tyrion rimase e fu costretto dal padre a pulire tutti gli scarichi e le cisterne di Castel Granito.
Quando la sorella Cersei sposa Robert Baratheon, Tyrion si reca a Approdo del Re con il preciso intento di vedere i teschi dei draghi Targaryen che Robert aveva tolto dalla sala del trono e accantonati nei sotterranei della Fortezza Rossa.
Per il 23º compleanno riceve in regalo dal fratello Jaime un cavallo.

### Il gioco del trono
Tyrion, che all'inizio del romanzo ha ventiquattro anni, si reca a Grande Inverno insieme ai fratelli Cersei e Jaime e gran parte della Corte di Approdo del Re. Lì conosce Jon Snow, insieme al quale si reca a Nord, presso la Barriera. Il Folletto fa amicizia con il ragazzo e gli dà ottimi consigli su come affrontare la sua condizione di bastardo. Al Castello Nero il lord comandante Jeor Mormont gli chiede di intercedere presso sua sorella, il re e il lord suo padre, affinché mandino aiuti alla confraternita in nero in quanto ormai scesa sotto le mille unità e non in grado di sorvegliare le centinaia di miglia che costituiscono la Barriera.
Lungo il viaggio di ritorno, passa da Grande Inverno e consegna al maestro Luwin il progetto, da lui stesso ideato, di una sella speciale per Bran Stark, recentemente rimasto storpio dopo una caduta e rimasto vittima di un tentato omicidio, mentre giaceva incosciente dopo l'incidente. Tyrion fa questo per mantenere la promessa fatta a Jon Snow di aiutare in qualche modo il fratellastro.
Durante il prosieguo del suo viaggio verso sud, Tyrion si ferma alla locanda di Masha Heddl ove incontra casualmente Catelyn Tully che stava facendo ritorno a Grande Inverno dal viaggio effettuato in incognito a Approdo del Re ove aveva appreso da Petyr Baelish che il proprietario della daga di acciaio di Valyria che aveva armato la mano del sicario inviato ad assassinare il figlio Bran era proprio Tyrion. All'interno della locanda, lady Stark accusa Tyrion del tentato omicidio di Bran e con abili parole riesce a portare dalla sua parte gli avventori della locanda e a far suo prigioniero il Folletto che si dichiara completamente estraneo alla vicenda.
Contrariamente a quanto Catelyn dichiara nella locanda, lei e la sua scorta, invece di dirigersi verso nord a Grande Inverno, prendono la strada delle montagne in direzione di Nido dell'Aquila per raggiungere la sorella Lysa. Durante il faticoso viaggio per le Montagne della Luna, vengono attaccati da membri dei Clan delle Montagne e poco prima dello scontro, vista la situazione di netta inferiorità numerica, Tyrion chiede a Catelyn Stark di armare lui e la sua scorta. Dopo qualche attimo di perplessità e valutata la situazione, Catelyn acconsente alla richiesta. Tale gesto risulta provvidenziale: infatti Tyrion salva la vita proprio a lady Stark lanciandosi all'attacco di tre selvaggi che la circondavano. Questo combattimento rappresenta per Tyrion il primo scontro armato a cui partecipa nella sua vita. La battaglia è cruenta, ma vittoriosa.
Dopo lo scontro, Tyrion chiarisce a Catelyn Stark che ciò che Petyr Baelish le ha detto circa la proprietà della daga è una menzogna e la informa inoltre dei pettegolezzi di corte, messi in giro dallo stesso Ditocorto, secondo cui lei avrebbe perso la sua verginità a Delta delle Acque proprio con lui. Durante il viaggio, Tyrion stringe amicizia con Bronn, uno dei mercenari facenti parte della scorta di lady Catelyn.
A Nido dell'Aquila, Lysa lo processa per il tentato omicidio di suo nipote e per l'assassinio di suo marito Jon Arryn, sebbene egli sia innocente per entrambi i crimini. Per costringerlo a confessare, Lysa lo rinchiude nelle Celle di Cielo. Tyrion riesce a corrompere il suo carceriere Mord affinché riferisca a Lysa che è pronto a confessare. Ma, una volta al cospetto di lady Lysa, Tyrion chiede di essere giudicato con un processo per singolar tenzone. Bronn, intuendo le potenzialità di guadagno dello schierarsi dalla parte di Tyrion, si offre come suo campione e, uccidendo ser Vardis Egen, assicura al Folletto la libertà. I due uomini lasciano Nido dell'Aquila e durante la via del ritorno, vengono circondati dal Clan delle Montagne guidato da Shagga. Tyrion usa a suo favore l'intelletto e le parole per conquistare il clan promettendogli armi, armature e gloria. Il clan arriva alla fine all'accampamento Lannister guidato da Tywin Lannister che a seguito della cattura di Tyrion, aveva invaso le Terre dei Fiumi.
Lord Tywin decide di far combattere Tyrion e i suoi uomini nell'imminente battaglia contro le forze degli Stark e dà a Tyrion nuovi servi tra cui un nuovo scudiero, Podrick Payne. Quella stessa notte, Tyrion manda Bronn a cercargli compagnia femminile e il mercenario gli porta una giovane prostituta di nome Shae. La ragazza piace fin dall'inizio a Tyrion che la prende al suo servizio. Il giorno seguente, combatte nella Battaglia della Forca Verde contro l'esercito degli Stark guidato da Roose Bolton. Vincono la battaglia sebbene scopriranno solo in seguito che la battaglia non era altro che un diversivo. Nel frattempo l'esercito Lannister guidato da Jaime Lannister è stato sconfitto a Delta delle Acque e Jaime viene catturato; per sopperire a questa grave sconfitta, lord Tywin decide di ritirarsi a Harrenhal per proseguire i combattimenti, ma al contempo, invia Tyrion a Approdo del Re affinché ricopra il ruolo di Primo Cavaliere del re in sua vece, per evitare che il nuovo e giovane re Joffrey Baratheon commetta altri errori come l'esecuzione di Eddard Stark. Vieta a Tyrion di portare con sé Shae, ma questi la porta via in segreto.

### Lo scontro dei re
Giunto a corte, Tyrion prende alloggio nella Torre del Primo Cavaliere e per prima cosa rimuove dalle mura della Fortezza Rossa la testa esposta di Eddard Stark. Tyrion si allea con Varys che lo aiuta a sostituire Janos Slynt con ser Jacelyn Bywater come Comandante della Guardia Cittadina e manda alla Barriera Slynt e alcuni dei suoi uomini. Subito dopo, si concentra a eliminare dal Concilio Ristretto l'informatore di sua sorella. Rivela a Petyr Baelish, Varys e a Pycelle un piano differente sulle sue intenzioni future riguardanti Tommen e Myrcella. Quando Cersei lo affronta e parla del piano che Tyrion aveva comunicato a Pycelle, Tyrion capisce che è lui l'informatore segreto di sua sorella. Il vero piano che Tyrion ha per Myrcella è quello di inviarla a Dorne affinché venga promessa in sposa al principe Trystane Martell. Per assicurarsi un'ulteriore alleanza con i dorniani, Tyrion offre a Doran Martell un seggio nel Concilio Ristretto e promette di consegnargli gli uomini responsabili dell'assassinio di sua sorella Elia. Per aver riferito a Cersei il piano, Pycelle viene incarcerato.
Nel frattempo prepara le difese della città per l'imminente arrivo della flotta di Stannis Baratheon. Comanda i maniscalchi della città di iniziare a costruire un'enorme catena che gli permetterà di chiudere Le Rapide Nere. Ordina anche al piromante Hallyne dell'Ordine degli Alchimisti di creare grandi quantità di Altofuoco. Infine invia i suoi uomini del Clan delle Montagne nel Bosco del Re per stanare gli informatori di Stannis.
Tyrion fa fatica a contenere le sommosse popolari della capitale, in cui scarseggiano i viveri di prima necessità. Il popolo rumoreggia inoltre contro sua sorella Cersei, accusandola (non a torto) di aver avuto una relazione incestuosa con suo fratello Jaime, contro re Joffrey, accusato di non essere il sovrano di diritto, e contro lo stesso Tyrion per essere il suo Primo Cavaliere.
Quando Approdo del Re viene assaltata dalle forze di Stannis Baratheon, nel Golfo delle Acque Nere la flotta nemica viene decimata grazie all'Altofuoco del Folletto, mentre via terra è l'esercito di Stannis ad avere la meglio. Tyrion viene ferito gravemente e perde i sensi; al suo risveglio scopre che la battaglia è stata vinta grazie all'arrivo di suo padre Tywin, corso in salvo alla capitale, mentre egli è rimasto sfregiato e ha perso parte del naso.

### Tempesta di spade
Tyrion, gravemente ferito, è costretto per giorni a stare a letto per essere medicato. Nel frattempo suo padre Tywin Lannister torna ad assumere la carica di Primo Cavaliere del re e nega al figlio di poter prendere il comando del castello di Castel Granito, suo di diritto.
Per volere di suo padre, viene costretto a sposare Sansa Stark: il matrimonio dinastico gli permetterà di diventare lord di Grande Inverno, consegnando così il Nord ai Lannister. Durante la prima notte di nozze, il Folletto promette alla moglie che non la costringerà a consumare il matrimonio se non sarà lei a volerlo. Sansa, che disprezza Tyrion e teme che, in quanto Lannister, possa cercare di usarla per secondi fini, gli annuncia che non vorrà mai consumare il matrimonio. Quando il fratello e la madre di Sansa vengono assassinati durante le Nozze Rosse, piano organizzato da Tywin Lannister, i rapporti tra lei e Tyrion si raffreddano ulteriormente.
Durante le nozze di suo nipote Joffrey e lady Margaery Tyrell, Tyrion subisce diverse umiliazioni, a cominciare dalla messa in scena di un duello tra Joffrey e Robb Stark interpretato da due nani. Concluso lo spettacolo, Joffrey cerca di mettere ulteriormente in ridicolo Tyrion costringendolo a servirlo come coppiere. All'ultimo sorso di vino, tuttavia, Joffrey muore avvelenato. Il Folletto viene così accusato di aver assassinato il re e viene incarcerato nella Fortezza Rossa.
Al processo sua sorella Cersei porta numerosi testimoni che accusano Tyrion di regicidio, tra i quali anche la sua fidata Shae. L'unica che potrebbe parlare a suo favore, sua moglie Sansa, è invece misteriosamente scomparsa dopo l'accaduto. Il Folletto chiede dunque un processo per singolar tenzone, avendo saputo che il principe di Dorne, Oberyn Martell, detto "La Vipera Rossa", vorrebbe combattere per lui. Oberyn riesce a colpire mortalmente il suo avversario, Gregor Clegane, ma viene comunque ucciso prima della fine del duello.
Imprigionato nelle "celle oscure" della Fortezza Rossa, il giorno prima di subire la pena di morte viene liberato da suo fratello Jaime, da poco tornato a Approdo del Re. Questi gli rivela di avergli mentito riguardo a Tysha, la sua prima moglie: non era in realtà una prostituta e non era stata pagata dal Lannister per sposare il Folletto. Tyrion, infuriato da quelle parole, rivela quindi a Jaime che la sorella Cersei, con cui quest'ultimo ha un rapporto incestuoso, durante la sua prigionia a Delta delle Acque, lo ha tradito con vari uomini e gli fa inoltre credere di aver veramente assassinato Joffrey, sperando di ferirlo ulteriormente, dato che Joffrey era in realtà frutto dell'incesto tra Jaime e Cersei.
Jaime affida il Folletto a Varys che lo guida per i tunnel segreti della Fortezza Rossa, ma Tyrion, durante la fuga, riconosce un tratto dei passaggi segreti che gli aveva descritto Shae durante uno dei loro incontri. Tyrion si accorge quindi di essere sotto la Torre del Primo Cavaliere e, dopo essersi fatto spiegare dal Ragno Tessitore la strada per raggiungere la camera da letto di lord Tywin, penetra nei suoi alloggi dove, con sua sorpresa, trova Shae nuda nel letto di suo padre. Tyrion strangola prima Shae e poi con un dardo di balestra uccide suo padre nella latrina degli alloggi.

### Una danza con i draghi
Tyrion viene guidato da Varys attraverso i meandri delle Fortezza Rossa sino a sbucare da un'uscita nei pressi delle Acque Nere, successivamente si imbarca su una nave che lo porta a Pentos e prima di essere sbarcato viene infilato in una botte per celare il suo arrivo a occhi indiscreti: la regina Cersei infatti ha messo una taglia sulla sua testa e la promessa del titolo di lord a chiunque gliel'avesse portata.
Tyrion viene quindi portato all'interno della casa del magistro Illyrio Mopatis che gli parla di Daenerys Targaryen e dei suoi draghi, fino a convincerlo a raggiungerla e unirsi alla sua causa per la riconquista dei Sette Regni. Tyrion, allettato anche dalla prospettiva di vendetta nei confronti di Cersei e Jaime, intraprende un viaggio alla volta di Volantis dove, secondo magistro Illyrio sarebbe dovuta giungere la Madre dei Draghi una volta lasciata la città di Meeren. La prima parte del viaggio viene fatta unitamente al principe mercante, poi quest'ultimo lo lascia a due cavalieri della Compagnia d'oro, Haldon e ser Rolly Duckfield, a un giorno di cavallo da Ghoyan Drohe. Al gruppo si aggiungono anche due tyroshi: Griff e il figlio adottivo, Griff il Giovane. Entrambi hanno i capelli tinti di blu, secondo la tradizione di Tyrosh. In seguito a un attacco da parte degli Uomini di Pietra, Griff salva la vita a Tyrion, che stava annegando dopo essere stato buttato nel fiume.
Col passare del tempo, Tyrion inizia a comprendere la vera identità dei due Griff, i quali non sono tyroshi, bensì sono ser Jon Connington, ex Primo Cavaliere del re Folle, ed Aegon VI, figlio di Rhaegar Targaryen, creduto morto per diversi anni; viene a sapere infatti che durante il sacco di Approdo del Re, Varys sostituì il principe con un altro infante prima che ser Gregor Clegane lo uccidesse, e diede il vero Aegon a Jon Connington affinché lo portasse al sicuro. Tyrion convince il ragazzo a invadere i Sette Regni invece di andare incontro a sua zia Daenerys nella Baia degli Schiavisti, in modo da poter avvicinarsi di un passo alla sua vendetta personale verso Cersei. Prima di mettere in pratica tale piano, però, Tyrion viene rapito in una taverna da ser Jorah Mormont, intenzionato a consegnarlo alla regina dei draghi per poter ripulire una volta per tutte il suo nome.
Jorah porta Tyrion dalla Vedova del Lungofiume per cercare di rimediare un passaggio e lasciare Volantis. Lì Tyrion incontra una ragazza, anch'essa nana, di nome Penny, la quale è una dei due nani che si erano esibiti durante il matrimonio di Joffrey e Margaery. Dopo aver scoperto che Tyrion è indirettamente responsabile per la morte di suo fratello Oppo, Penny prova a ucciderlo, senza riuscirci. Penny si unisce a loro nel viaggio fino a Mereen e diventa infine amica di Tyrion. A bordo della Salaesori Whoran, Tyrion conosce Moqorro, un inquietante prete rosso. Una notte gli chiede cosa vede nelle fiamme e questi risponde di vedere draghi, aggiungendo: “Draghi vecchi e draghi giovani, veri e falsi, della luce e delle tenebre. E vedo te, un piccolo uomo con una grande ombra, ringhiare in mezzo a tutto questo.” Tuttavia, poco dopo, Tyrion, Penny e Mormont vengono catturati dagli schiavisti Yunkai e comprati da Yezzan zo Qaggaz.
Tyrion e Penny sono obbligati a inscenare nell'arena di Meereen uno spettacolo simile a quello realizzato da Penny e Oppo al matrimonio di Joffrey, senza essere a conoscenza che, al termine dello spettacolo, dei leoni saranno liberati nell'arena, affinché i due nani vengano divorati per il divertimento del pubblico. Lo spettacolo era stato organizzato in onore di Daenerys Targaryen, la quale, quando viene a conoscenza del loro destino, impedisce la liberazione dei leoni. In seguito alla morte per malattia di Yezzan zo Qaggaz, il trio scappa e, grazie a Tyrion, si uniscono alla compagnia mercenaria dei Secondi Figli, sotto il comando di Ben Plumm il Marrone, il quale chiede in cambio la ricchezza di Castel Granito. Sebbene i Secondi Figli siano schierati contro Daenerys, Tyrion spera di poterli portare alla causa della ragazza.

## Trasposizione televisiva
Il 5 maggio 2009 venne annunciato che l'attore statunitense Peter Dinklage avrebbe interpretato Tyrion Lannister.
In seguito alla prima apparizione del personaggio nell'episodio pilota L'Inverno sta arrivando, andato in onda il 17 aprile 2011, l'interpretazione di Dinklage ricevette generale plauso da parte dei critici; Ken Tucker di Entertainment Weekly e Mary McNamara del Los Angeles Times, recensendo la serie televisiva, dichiararono entrambi che l'attore meriterebbe un riconoscimento ai Premi Emmy.
Il 14 luglio 2011 venne annunciata la sua candidatura come Miglior attore non protagonista in una serie televisiva drammatica ai Premi Emmy 2011. Il 18 settembre 2011 l'attore ha ricevuto il premio.
In un'intervista a Variety, Dinklage ha spiegato, riguardo al suo personaggio: «I nani appaiono spesso nel genere fantastico, e quando appaiono sono sempre delle caricature, delle creature boschive dalla battuta facile. Nessuno dà loro una storia romantica, nessuno dà loro delle personalità complesse. Tyrion è uno dei personaggi più ricchi che io abbia mai visto. È un essere umano.»
Nella serie televisiva il personaggio perde numerose malformazioni fisiche e gli occhi di colore diverso. Inoltre, al termine della Battaglia delle Acque Nere, Tyrion si ritroverà sfregiato, ma non perderà parte del naso come nei romanzi.

### Prima stagione
Tyrion giunge a Grande Inverno con la famiglia reale e in seguito accompagna il figlio bastardo di Ned Stark, Jon Snow, nel suo viaggio verso la Barriera; qui i comandanti dei Guardiani della notte lo avvertono delle voci sull'esistenza degli "Estranei" e gli chiedono di intercedere presso il re perché invii rinforzi. Durante il suo ritorno a Approdo del Re, Tyrion viene rapito da Catelyn Stark, che lo accusa ingiustamente di aver organizzato il tentato omicidio di suo figlio Bran. Catelyn porta Tyrion a Nido dell'Aquila, dove la sorella minore di Catelyn, lady Lysa, mette Tyrion sotto processo. Tyrion esige un processo per duello e viene difeso dal mercenario Bronn, ottenendo l'assoluzione con grande fastidio di Catelyn.
Accompagnato da Bronn, Tyrion raggiunge l'accampamento dei Lannister, dove il padre Tywin lo costringe a prendere parte alla battaglia contro l'esercito di Robb Stark. Tyrion verrà comunque reso inconscio quando la battaglia è appena iniziata. Tywin, essendo impegnato sul fronte contro gli Stark, invia Tyrion a Approdo del Re chiedendogli di sostituirlo temporaneamente come Primo Cavaliere del re per tenere a bada la sorella Cersei e il nipote Joffrey, a causa dell'instabilità di quest'ultimo. L'uomo accetta volentieri, ma disobbedendo agli ordini di Tywin, Tyrion parte portando con sé anche l'avvenente prostituta Shae, sua amante.

### Seconda stagione
Come Primo Cavaliere del re, Tyrion tenta di controllare il suo crudele e incompetente nipote re Joffrey e di difendere Approdo del Re da Stannis Baratheon, pericoloso pretendente al Trono di Spade. A corte inoltre Tyrion rivede anche Sansa, figlia di Ned Stark e ora ostaggio del nipote e della sorella, dimostrandosi l'unico cortese e gentile con lei e disposto ad opporsi al sadismo di Joffrey nei suoi confronti. Quando Stannis giunge alla capitale, durante la Battaglia delle Acque Nere, Tyrion ha la brillante idea di distruggere gran parte della flotta di Stannis utilizzando l'altofuoco, ma viene quasi assassinato durante la battaglia da un sicario di Joffrey, venendo salvato in tempo dal suo scudiero Podrick, che trafigge il sicario piantandogli una lancia nella testa. Tyrion si riprende, nonostante conservi una vistosa cicatrice sul viso, e scopre che suo padre Tywin ha avuto un ruolo decisivo nella definitiva sconfitta di Stannis, appropriandosi di tutta la gloria che dovrebbe in parte spettare a Tyrion. Shae si prende cura dell'amante e preoccupata implora Tyrion di trasferirsi con lei a Pentos, ma egli decide di restare, nonostante l'ostilità che gli ha sempre riservato Westeros.

### Terza stagione
A seguito della battaglia vinta contro Stannis e al ritorno di Tywin Lannister, la condizione a corte per Tyrion comincia ad essere oppressiva a causa delle continue tensioni con la sorella Cersei e la rimozione del suo ruolo di Primo Cavaliere, portato avanti da Tyrion con eccellenza. Tyrion chiede a suo padre di lasciargli in eredità almeno Castel Granito, la fortezza dei Lannister, dato che Jaime ha rinunciato ai diritti di ereditarla facendo parte della Guardia Reale ma Tywin, che ha sempre odiato e disprezzato il figlio, rifiuta, dicendogli duramente che anche se lo ricompenserà a tempo debito, non renderà mai Tyrion erede di Castel Granito, considerandolo un abominio e una maledizione che umilierebbe solo il nome della famiglia e trasformerebbe Castel Granito in un bordello. Alla fine però Tywin gli conferisce la carica di Maestro di Conio ad Approdo del Re. Tyrion, di nascosto al padre e alla sorella, continua la sua relazione con Shae, ora diventata ancella di Sansa. In seguito, Tywin costringe Tyrion a sposare Sansa Stark contro la sua volontà, anche se entrambi decidono di non consumare il matrimonio. Tyrion e Sansa iniziano a legare e a stringere amicizia, essendo entrambi degli emarginati ad Approdo del Re derisi da tutti, fino a quando Sansa non scopre che sua madre Catelyn e il fratello Robb sono stati crudelmente e brutalmente assassinati conseguentemente a un piano ordito da Tywin. Tyrion lo viene a sapere con orrore e ne è sinceramente addolorato e dispiaciuto.

### Quarta stagione
Tyrion viene mandato ad accogliere il principe della casata Martell, che governa l'intero sud del continente di Westeros, insieme al fedele Bronn e al suo scudiero Podrick. Tuttavia viene a sapere che il principe dell casata, Doran Martell, per problemi di salute non ha potuto raggiungere la capitale e per questo ha inviato suo fratello Oberyn in rappresentanza della famiglia. Tyrion intuendo dove possa essere andato il principe Oberyn, lo raggiunge in uno dei bordelli di Ditocorto. Tyrion e Oberyn si incontrano e parlando in privato il Lannister gli chiede direttamente cosa lo abbia spinto a giungere alla capitale, non solo per le imminenti nozze tra Joffrey e Margaery Tyrell. Oberyn ricorda come Rhaegar Targaryen sposò sua sorella Elia e come il suo coinvolgimento con un'altra donna diede inizio alla Ribellione di Robert . Racconta a Tyrion che la guerra finì con il saccheggio della città da parte di suo padre mentre "La Montagna" (Ser Gregor Clegane ) assassinava brutalmente i figli di Elia, per poi abusare di lei e ucciderla. Ordina dunque a Tyrion di dire a suo padre che è lì e lo avverte che i Lannister non sono gli unici a pagare i propri debiti. Inoltre Tyrion è preoccupato per Sansa, ancora profondamente depressa e provata dalla morte dei suoi familiari, e cerca di confortarla dicendole che suo fratello e sua madre erano brave persone per poi consigliarle di essere forte. Temendo per la sicurezza della sua amante e amata Shae, Tyrion la caccia via in malo modo dandole della sgualdrina, sperando che parta per Pentos senza di lui. Il giorno del matrimonio tra Joffrey e Margaery Tyrell, il giovane re sottopone Tyrion a numerose ed imbarazzanti umiliazioni davanti alla corte e agli ospiti, arrivando ad ordinargli di servirlo come coppiere. Ma quando con l'ultimo bicchiere Joffrey viene avvelenato e ucciso, sua madre Cersei accusa ingiustamente Tyrion dell'omicidio. Al processo, Tyrion resiste ad ogni accusa e ad ogni testimonianza, in parte anche grazie al sostegno del fratello Jaime (l'unico a volergli davvero bene). Ma quando Shae si unisce alle numerose persone che testimoniano contro Tyrion, tradendolo, l'uomo non ci vede più dalla rabbia e dal dolore. Con le lacrime agli occhi, afferma con disgusto di aver salvato Approdo del Re da Stannis, non da Tywin o dai Tyrell, e ora invece dichiara di aver dovuto lasciare che Stannis li uccidesse tutti, soprattutto dopo la facilità con cui si sono rivoltati contro di lui per aver presumibilmente assassinato un re che, per ironia della sorte, odiavano e disprezzavano. Dopo essersi rivoltato anche contro l'odiata sorella offendendo la "memoria" del figlio defunto, Tyrion chiede un processo per duello e Cersei nomina il gigantesco ser Gregor Clegane come suo campione. Tyrion riceve invece difesa ed aiuto da Oberyn Martell, che decide di cogliere l'occasione per avere la sua vendetta. Oberyn è quasi vittorioso, ma il suo rifiuto di uccidere Gregor senza ottenere una confessione dà a Gregor l'opportunità di ucciderlo e Tyrion viene condannato a morte.
La notte prima della sua esecuzione, Tyrion viene salvato e liberato da suo fratello Jaime, che si è alleato con Varys per farlo evadere e scappare. I fratelli si abbracciano calorosamente, credendo che sarà l'ultima volta che si vedono. Tyrion decide di affrontare Tywin un'ultima volta prima della sua partenza, e trova sconvolto Shae nel letto di suo padre. Tyrion, profondamente addolorato e scosso dal tradimento, la strangola a morte in lacrime per poi uccidere Tywin con un dardo di balestra, dopo averlo trovato seduto sulla latrina. Infine, Tyrion fugge insieme a Varys per Pentos.

### Quinta stagione
Tyrion giunge a Pentos, dove Varys rivela che sta cospirando per ripristinare il potere della Casa Targaryen sui Sette Regni e chiede a Tyrion di viaggiare con lui per incontrare Daenerys Targaryen a Meereen. Durante il loro viaggio, Tyrion viene rapito dall'ex consigliere di Daenerys, Jorah Mormont, che mira a riscattarsi agli occhi della regina di Meereen, portandole come ostaggio un membro di una casata che le è sempre stata nemica. Tuttavia, Tyrion e Jorah vengono catturati da schiavisti, che Tyrion convince a venderli come gladiatori a Meereen. Durante una dimostrazione di combattimento, Tyrion e Jorah incontrano Daenerys. La donna accetta Tyrion come suo consigliere, ma esilia nuovamente Jorah.
Alla riapertura delle fosse da combattimento di Meereen, l'organizzazione conosciuta come i Figli dell'Arpia lancia un massiccio attacco, volto all'uccisione di Daenerys, ma vengono fermati dall'arrivo del drago di Daenerys, Drogon, che porta via la regina. Anche se Tyrion desidera unirsi a Jorah e Daario Naharis nella ricerca di Daenerys, Daario sottolinea che le sue abilità sono più adatte a governare Meereen durante l'assenza della regina. Varys giunge poi a Meereen e offre a Tyrion i servizi della sua rete di spionaggio per mantenere l'ordine in città.

### Sesta stagione
Tyrion scopre che i Figli dell'Arpia sono finanziati dagli schiavisti di Yunkai, Astapor e Volantis, e organizza un incontro con i rappresentanti di tali città, concedendo loro sette anni per abolire la schiavitù. Nonostante l'insistenza di Tyrion che sostiene che il compromesso sia necessario, questa decisione scatena la disapprovazione degli altri consiglieri di Daenerys e dei liberti di Meereen. Tyrion cerca di aumentare la popolarità di Daenerys, reclutando la sacerdotessa rossa Kinvara, che crede che Daenerys sia una figura messianica profetizzata dalla sua fede e offre senza indugio il sostegno dei seguaci del dio R'hllor. Meereen inizia a prosperare, ma il successo della città attira l'ira degli schiavisti, che non accettano che sia persa la legittimità della schiavitù e quindi lanciano un grande attacco navale contro la città.
Il ritorno di Daenerys mette fine all'assalto e, sebbene sia dispiaciuta del fallimento di Tyrion, è persuasa da lui ad appropriarsi della flotta degli schiavisti sconfitti senza sterminarli tutti. Poco dopo, Theon e Yara Greyjoy arrivano a Meereen, offrendo a Daenerys la Flotta di Ferro e, grazie a Varys, anche Dorne e l'Altopiano si uniscono alla causa della Casa Targaryen. Daenerys nomina Tyrion Primo Cavaliere della regina e il Folletto parte insieme a lei alla conquista dei Sette Regni.

### Settima stagione
Tyrion segue Daenerys a Roccia del Drago, la dissuade dall'utilizzare i draghi e le consiglia un incontro con Jon Snow. Inoltre, elabora un piano per la conquista di Westeros che illustra a Daenerys e ai suoi alleati: il piano in questione prevede un assedio di Approdo del Re da parte di Yara Greyjoy, Ellaria Sand e Olenna Tyrell e la conquista di Castel Granito, attraverso un passaggio segreto, da parte degli Immacolati. Il piano si rivela un completo fallimento: la flotta di Yara, incaricata di scortare anche Ellaria e i dorniani a Approdo del Re, viene distrutta da quella di Euron Greyjoy, ora alleato di Cersei, mentre gli Immacolati conquistano Castel Granito, ma rimangono intrappolati al suo interno perché Euron distrugge le loro navi. Nel frattempo, Jaime con il grosso dell'esercito Lannister conquista facilmente Alto Giardino e costringe Olenna a suicidarsi, facendole bere del veleno. Constatato il fallimento del suo piano, Tyrion cerca comunque di non far utilizzare a Daenerys i suoi draghi, ma lei è irremovibile e attacca Jaime Lannister e i suoi uomini con i dothraki e un drago, Drogon, sconfiggendoli facilmente.
Quando Jon Snow rivela l'imminente invasione di Westeros da parte degli Estranei, Tyrion, con l'aiuto di Davos Seaworth, si intrufola a Approdo del Re e riesce a incontrarsi in segreto con Jaime, al quale chiede di convincere Cersei a proporre un armistizio. Jaime riesce nell'intento e Cersei propone così un incontro a Approdo del Re per discutere della tregua. Tyrion convince Jon a recarsi oltre la Barriera e catturare un non-morto da portare a Approdo del Re in modo che tutti, vedendolo, non possano più ignorare la minaccia degli Estranei. Durante l'incontro a Approdo del Re, Cersei, nonostante la vista del non-morto, si rifiuta di aiutare Daenerys e Jon nella guerra contro gli Estranei, ma Tyrion le parla in privato e riesce a farle promettere il suo supporto. Purtroppo però, Tyrion è stato raggirato perché la sorella confida a Jaime di non voler inviare alcun esercito a nord e di voler reclutare la Compagnia Dorata per sconfiggere i vincitori dell'imminente guerra nel Nord, morti o vivi che siano. Sulla nave di ritorno al Nord, Tyrion si accorge di Jon che entra nella camera privata di Daenerys e, capendo cosa stia succedendo all'interno, osserva e pensa alla cosa con turbamento.

### Ottava stagione
Tyrion giunge a Grande Inverno al seguito di Daenerys e Jon, accolto con astio dagli uomini del Nord, ancora provati dal recente conflitto con i Lannister: di fronte ai lord riuniti in consiglio, Tyrion spiega loro come la cooperazione fra tutte le forze sia indispensabile per fronteggiare la minaccia dei non-morti. Quando a Grande Inverno arriva Jaime, che annuncia il tradimento di Cersei, Tyrion presiede al processo prendendone le difese, ma viene aspramente rimproverato da Daenerys, che minaccia di destituirlo dalla carica di Primo Cavaliere per i suoi errori; tuttavia, a favore di Tyrion intercede Jorah, il quale in privato convince la regina a tenerlo come Primo Cavaliere, ricordandole l'intelligenza e l'astuzia del folletto, di cui avrà bisogno in futuro, riconfermandolo implicitamente nel suo ruolo al successivo consiglio di guerra (malgrado Daenerys stesse riconsiderando Jorah come Primo Cavaliere, ruolo che già gli sarebbe spettato prima della scoperta del suo spionaggio per Robert Baratheon).
Quando gli Estranei attaccano Grande Inverno, Tyrion si rifugia insieme a coloro che non possono combattere nelle cripte del castello, pensando di essere al sicuro, ma quando il Re della Notte risveglia i morti nei paraggi, inclusi gli antenati Stark, questi escono dalle loro tombe e cominciano ad aggredire i presenti. La morte del nemico per mano di Arya Stark, tuttavia, mette improvvisamente fine alla minaccia, consentendo a Tyrion e agli altri sopravvissuti di salvarsi.
Dopo la battaglia, Tyrion si prepara ad accompagnare Daenerys nel suo attacco a Approdo del Re. Prima della sua partenza, Sansa, contro il volere di Jon, gli rivela che quest'ultimo è in realtà figlio di Rhaegar Targaryen, il fratello maggiore di Daenerys e precedente successore al comando dei Sette Regni, dunque Jon è il vero e unico erede al Trono di Spade. Tyrion rivela subito l'informazione a Varys, ed entrambi iniziano a considerare l'opportunità di tradire Daenerys, la quale sta diventando sempre più crudele, squilibrata e sanguinaria, e fare in modo che sia Jon ad essere incoronato in quanto uomo giusto e caritatevole. Tuttavia, Tyrion decide infine di rimanere fedele a Daenerys e, quando Varys inizia a cospirare contro di lei, lo denuncia alla sovrana che lo condanna a perire sotto le fiamme di Drogon, con Tyrion che osserva la fine del suo amico con grande dispiacere. Nel frattempo, Jaime viene catturato dai soldati di Daenerys mentre cerca di raggiungere Approdo del Re per proteggere Cersei. Tyrion andando cotnro il volere della regina lo libera, ringraziandolo del suo sincero affetto e poi chiedendogli di far suonare le campane della città in segno di resa, in modo che gli abitanti non debbano subire la furia di Daenerys.
Durante l'assalto della Madre dei Draghi, l'esercito di Cersei si arrende e le campane vengono effettivamente fatte suonare, ma Daenerys, invece di fermarsi e divenuta ormai folle e furiosa, decide comunque di radere al suolo la città e Tyrion assiste impotente e atterrito alla macabra scena. Tra le macerie del palazzo, Tyrion trova i cadaveri dei suoi fratelli, Jaime e Cersei stretti in un abbraccio, e alla vista dei loro corpi esplode in un pianto disperato. Alla fine Tyrion, profondamente scosso, deluso e adirato dalle azioni crudeli e folli della regina si dimette dalla sua carica di Primo Cavaliere, rifiutandosi di continuare a servire un'assassina, e Daenerys lo condanna subito a morte per tradimento. Mentre è imprigionato, riceve una visita da Jon e dopo aver fatto comprendere al giovane Snow, con un duro confronto, la reale e dispotica natura di Daenerys, che porterà solo disordine nel reame e paura alla popolazione, seppur distrutto anch'egli dall'idea poiché innamorato della donna, lo implora di mettere fine alla tirannia della nuova regina. Jon uccide così Daenerys e, settimane dopo, Tyrion viene processato da diversi lord di Westeros con l'accusa di aver cospirato insieme a Jon. Tyrion riesce a convincere i lord a nominare Bran Stark come nuovo sovrano, il quale per fargli espiare le sue colpe e far rimediare ai suoi errori, sceglie e nomina proprio Tyrion come suo Primo Cavaliere.